# BBTスペシャル
『BBTスペシャル』（ビービーティースペシャル、通称：Bスペ）は、富山テレビで1999年4月12日から放送されているローカル番組である。

## 概要
毎回、富山県内の自然、スポーツ、観光地、ビジネス、県民の生活など様々なテーマを取り上げる。
全編ロケーションで富山テレビのアナウンサーによるナレーションで進行しているが、回によってはリポーターが番組の進行を務めることもある。
本番組が始まる前は、観光・グルメなどをテーマにした『あっ!富山だっ』と、人間模様などを描いた『ヒューマンドキュメント とやま物語』という2つの番組があったが、両番組を統合する形で本番組がスタートしている。
2010年以降、1回も放送されない月も出てくるなど実質、不定期放送となっている。ただし、番組サイトでは休止扱いになっており、あくまで公式に月1・2回や不定期放送に縮小したわけではない。

## 放送時間
全て日本時間（JST）で記す。
| 期間      | 期間      | 放送時間（JST）              |
| --------- | --------- | ---------------------------- |
| 1999.4.12 | 2015.3.30 | 月曜日 19:00 - 19:54（54分） |
| 2015.4.3  | 2019.3.8  | 金曜日 19:00 - 19:57（57分） |
| 2019.4.19 | 現在      | 金曜日 19:00 - 20:00（60分） |

## 放送リスト
2023年以降について記載する。出演者の肩書きは番組放送当時のものである。
| 2023年（令和5年） | 2023年（令和5年） | 2023年（令和5年）                                      | 2023年（令和5年）                                                                                   | 2023年（令和5年）                                                                             |
| 回                | 放送日            | 放送タイトル                                           | 主な出演者                                                                                          | 備考                                                                                          |
| ----------------- | ----------------- | ------------------------------------------------------ | --------------------------------------------------------------------------------------------------- | --------------------------------------------------------------------------------------------- |
| 557               | 2月24日           | 淳&咲楽の国宝探訪! 我が街のふるこはん                  | 田村淳（ロンドンブーツ1号2号）、井上咲楽、森本英樹（ニブンノゴ!）                                   | - TVer・FODで期間限定見逃し配信。                                                             |
| 558               | 6月16日           | 東野大臣の笑撃公務! 富山県移住推進大臣 東野幸治 第3弾! | 東野幸治、吉田サラダ（ものいい／富山県住みます芸人）、矢野美沙（BBTアナウンサー）                   | - シリーズ第3弾（当枠・ゴールデンタイムでの放送は初めて）。 - TVer・FODで期間限定見逃し配信。 |
| 559               | 11月10日          | みんなの富山マラソン2023 総集編                        | 司会：矢野美沙・森田麗実（BBTアナウンサー） ゲスト：こわだ君、田中寿美子、阿部叶（BBTアナウンサー） | - 生放送。                                                                                    |

| 2024年（令和6年） | 2024年（令和6年） | 2024年（令和6年）                              | 2024年（令和6年） | 2024年（令和6年）                           | 2024年（令和6年）                                   |
| 回                | 放送日            | 放送タイトル                                   | 主な出演者 | ナレーション                                | 備考                                                |
| ----------------- | ----------------- | ---------------------------------------------- | --- | ------------------------------------------- | --------------------------------------------------- |
| 560               | 8月16日           | 笑撃公務! 富山県移住推進大臣 東野幸治 第4弾!   | 出演：東野幸治、吉田サラダ（ものいい／富山県住みます芸人）、矢野美沙（BBTアナウンサー） ゲスト：紺野美沙子 ほか VTR出演：イマダイブツ(今田耕司)、吉國唯（BBTアナウンサー） | 林恒宏、長島弘樹・阿部叶（BBTアナウンサー） | - シリーズ第4弾。 - TVer・FODで期間限定見逃し配信。 |
| 561               | 9月27日           | 富山音楽花火フェス【みんなでPERFECT SMILE】    | 司会：矢野美沙・阿部叶・深津麻弓・堀元優花（BBTアナウンサー） VTR出演：TUBE ほか                                                                                           |                                             | - 生放送。                                          |
| 562               | 10月18日          | わたしのオヤシラズ〜子どもが知らない親の物語〜 | 出演：田中卓志（アンガールズ）、藤本美貴、矢野美沙（BBTアナウンサー） VTR出演：村重杏奈、ワタリ119                                                                         | 矢野美沙（BBTアナウンサー）                 | - 『FNSソフト工場』作品。                           |
| 563               | 11月8日           | みんなの富山マラソン2024 総集編                | 司会：阿部叶・矢野美沙（BBTアナウンサー） ゲスト：田中寿美子、堀元優花（BBTアナウンサー） ほか                                                                             |                                             | - 生放送。                                          |

## 備考
本番組放送時間帯において、フジテレビ（ほか大半の系列局）で放送されている『ネプリーグ』が2015年4月からネットワークセールス枠に転換されたため、本番組は2015年4月以降、金曜19時台での不定期放送に移行。一方、2012年からは日曜日の夕方に本番組が放送されることもある。2019年10月8日放送の『演劇は国境を越えて』については、特別枠として火曜19時台に放送された。